# کوئین سیتی (تگزاس)
کوئین سیتی، تگزاس(به انگلیسی: Queen City, Texas) شهری در ایالت تگزاس از ایالات جنوبی ایالات متحده آمریکا است. در سرشماری سال ۲۰۰۰، جمعیت این شهر ۱۶۱۳ نفر اعلام شد.